# Tercera División de España 2007-08
La temporada 2007-08 de la Tercera División de España de fútbol fue el cuarto nivel de competición de las Ligas de fútbol de España durante esta campaña, por debajo de la Segunda División B y por encima de las División Regionales. Comenzó el 26 de agosto de 2007 y terminó el 15 de junio de 2008 con la promoción de ascenso.

## Sistema de competición
Los equipos participantes se repartieron en 18 grupos, en la mayoría de los cuales participaban 20 equipos. Cada grupo correspondía a una Federación territorial y, por lo tanto, a una Comunidad Autónoma, excepto en el caso de Andalucía que se dividía en dos grupos (IX y X), a los que se sumaban los clubes de las ciudades autónomas de Ceuta y Melilla del norte de África.
La distribución geográfica de los grupos fue la siguiente:
| - Grupo I: Galicia - Grupo II: Asturias - Grupo III: Cantabria - Grupo IV: País Vasco - Grupo V: Cataluña - Grupo VI: Comunidad Valenciana | - Grupo VII: Comunidad de Madrid - Grupo VIII: Castilla y León - Grupo IX: Andalucía (zona oriental) y Melilla - Grupo X: Andalucía (zona occidental) y Ceuta - Grupo XI: Islas Baleares - Grupo XII: Canarias | - Grupo XIII: Región de Murcia - Grupo XIV: Extremadura - Grupo XV: Navarra - Grupo XVI: La Rioja - Grupo XVII: Aragón - Grupo XVIII: Castilla-La Mancha |

El sistema de competición fue el mismo que en el resto de categorías de la Liga española de fútbol. Los equipos de cada grupo se enfrentaron todos contra todos en dos ocasiones, una en campo propio y otra en campo contrario. El ganador de un partido obtenía tres puntos, el perdedor no sumaba ninguno, y en caso de un empate había un punto para cada equipo. El orden de los encuentros se decidió por sorteo antes de empezar la competición. Al término de la temporada el equipo que acumulaba más puntos se proclamaba campeón de su grupo de Tercera División habiendo, por lo tanto, 18 campeones al final de esta campaña, uno por grupo. 
Los cuatro primeros equipos de cada grupo tenían derecho a participar en la promoción de ascenso a Segunda División B.
En la mayoría de los grupos, los últimos tres equipos clasificados descendieron a Divisiones Regionales correspondientes. Sin embargo, si un grupo viese disminuido el número de equipos por un número inesperado de ascensos a Segunda División B, la Federación Territorial podía autorizar la revocación de algún o alguno de los descensos a las Divisiones Regionales o aumentar las plazas de ascenso desde estas categorías a Tercera División. Por caso contrario, si se hubiese producido un descenso de equipos desde Segunda División B que aumentase el número de participantes del grupo para la siguiente temporada, se podrían aumentar el número de plazas de descenso a las categorías inferiores. En el caso de que durante el transcurso de la campaña algún equipo fuese expulsado o abandonase la competición, su plaza se computaría como una de descenso.
Referente a los equipos filiales, estos podían participar en esta categoría siempre que sus primeros equipos estuvieran compitiendo en categorías superiores de Liga española de fútbol puesto que no podían competir en la misma división. Por ello, si un equipo descendiese de Segunda División B a Tercera División y su filial estuviese militando en esta categoría, este era automáticamente descendido a su División Regional correspondiente. Del mismo modo, si un filial se hubiese clasificado para la promoción de ascenso a Segunda División B y uno de sus primeros equipos ya estuviese participando en esta categoría, no podría disputarla, por lo que su plaza pasaría al siguiente clasificado del grupo.

## Promoción de ascenso

### Equipos clasificados
Los equipos clasificados para la promoción de ascenso a Segunda División B de la temporada 2007-08 se exponen en la siguiente tabla: 
Se indican en negrita los equipos que consiguieron el ascenso.
| Grupo I                    | Grupo II                      | Grupo III                         | Grupo IV             | Grupo V               |
| -------------------------- | ----------------------------- | --------------------------------- | -------------------- | --------------------- |
| 1º S.D. Ciudad de Santiago | 1º R. Oviedo                  | 1º R.S. Gimnástica de Torrelavega | 1º C. Portugalete    | 1º F.C. Barcelona "B" |
| 2º C.D. Lalín              | 2º R. Sporting de Gijón "B"   | 2º R. Racing C. Santander "B"     | 2º S.D. Gernika Club | 2º U.E. Sant Andreu   |
| 3º Narón B.P.              | 3º U.P. Langreo               | 3º S.D. Noja                      | 3º Amurrio Club      | 3º C.F. Reus Deportiu |
| 4º Coruxo F.C.             | 4º A.D. Universidad de Oviedo | 4º U.M. Escobedo                  | 4º S.D. Zamudio      | 4º F.C. Santboià      |

| Grupo VI             | Grupo VII              | Grupo VIII                   | Grupo IX                 | Grupo X              |
| -------------------- | ---------------------- | ---------------------------- | ------------------------ | -------------------- |
| 1º U.D. Alzira       | 1º C.D. Ciempozuelos   | 1º C.D. Mirandés             | 1º C.D. Roquetas         | 1º C.D. San Fernando |
| 2º Valencia Mestalla | 2º C.D.A. Navalcarnero | 2º Gimnástica Segoviana C.F. | 2º Antequera C.F.        | 2º Puerto Real C.F.  |
| 3º C.D. La Nucía     | 3º R.S.D. Alcalá       | 3º R. Ávila C.F.             | 3º Granada Atlético C.F. | 3º R.B. Linense      |
| 4º Catarroja C.F.    | 4º C.D. Móstoles       | 4º Arandina C.F.             | 4º Vélez C.F.            | 4º C.D. Villanueva   |

| Grupo XI                  | Grupo XII                   | Grupo XIII                      | Grupo XIV                   | Grupo XV          |
| ------------------------- | --------------------------- | ------------------------------- | --------------------------- | ----------------- |
| 1º C.D. Atlético Baleares | 1º C.D. Atlético Granadilla | 1º C. Atlético Ciudad de Lorquí | 1º C.D. Don Benito          | 1º C.D. Izarra    |
| 2º R. C. D. Mallorca "B"  | 2º U.D. Las Palmas "B"      | 2º Sangonera Atlético C.F.      | 2º A.D. Cerro de Reyes B.A. | 2º U.D. Mutilvera |
| 3º S.C.R. Peña Deportiva  | 3º U.D. Gáldar              | 3º R. Murcia C.F. "B"           | 3º C.F. Villanovense        | 3º C.D. Iruña     |
| 4º C.D. Santañí           | 4º Castillo C.F.            | 4º Caravaca C.F.                | 4º Jerez C.F.               | 4º C.D. Tudelano  |

| Grupo XVI            | Grupo XVII               | Grupo XVIII           |
| -------------------- | ------------------------ | --------------------- |
| 1º C.D. Alfaro       | 1º S. D. Ejea            | 1º C.D. Toledo        |
| 2º C.D. Anguiano     | 2º U. D. Barbastro       | 2º C.P. Villarrobledo |
| 3º C. Haro Deportivo | 3º C.D. Teruel           | 3º U.D. Almansa       |
| 4º C.D. Calahorra    | 4º C. Atlético de Monzón | 4º Tomelloso C.F.     |

### Equipos ascendidos
Los siguientes equipos obtuvieron el ascenso a Segunda División B:
| Grupo I - S.D. Ciudad de Santiago Grupo II - R. Sporting de Gijón "B" Grupo III - R. Racing C. de Santander "B" Grupo IV - No ascendió ningún equipo de este grupo Grupo V - F.C. Barcelona "B" - U.E. Sant Andreu Grupo VI - U.D. Alzira - Valencia Mestalla | Grupo VII - C.D.A. Navalcarnero Grupo VIII - No ascendió ningún equipo de este grupo Grupo IX - C.D. Roquetas - Antequera C.F. Grupo X - C.D. San Fernando - R.B. Linense Grupo XI - C.D. Atlético Baleares - S.C.R. Peña Deportiva Grupo XII - U.D. Las Palmas "B" | Grupo XIII - C. Atlético Ciudad de Lorquí - Sangonera Atlético C.F. - R. Murcia C.F. "B" Grupo XIV - No ascendió ningún equipo de este grupo Grupo XV - No ascendió ningún equipo de este grupo Grupo XVI - No ascendió ningún equipo de este grupo Grupo XVII - No ascendió ningún equipo de este grupo Grupo XVIII - No ascendió ningún equipo de este grupo |